# Vidéokid : L'Enfant génial
Pour plus de détails, voir Fiche technique et Distribution.
Vidéokid : L'Enfant génial ou L'Enfant génial au Québec (The Wizard) est un film américain réalisé par Todd Holland, sorti en 1989.

## Synopsis
En 1988, Jimmy Woods est un enfant traumatisé par la mort de sa sœur jumelle Jennifer. Sa famille est séparée depuis. Sa mère s'est remariée pendant que ses deux frères vivent avec leur père. Quand son frère Corey apprend que Jimmy va être placé en institution, il décide d'aller chercher Jimmy et de partir pour la destination dont Jimmy ne cesse de répéter le mot : la Californie. Cela dans le but de participer au championnat de jeux vidéo de Los Angeles afin de prouver que sa place n'est pas dans une institution.

## Fiche technique
- Titre original : The Wizard
- Titre français : Vidéokid : L'Enfant génial
- Titre québécois : L'Enfant génial
- Réalisation : Todd Holland
- Scénario : David Chisholm
- Photographie : Robert D. Yeoman
- Montage : Tom Finan
- Musique : J. Peter Robinson
- Production : David Chisholm et Ken Topolsky
- Sociétés de production : Finnegan/Pinchuk Productions, Pipeline Productions et Universal Pictures
- Société de distribution : Universal Pictures (États-Unis), Carolco Pictures (Royaume-Uni), UGC (France)
- Pays d'origine :  États-Unis
- Langue originale : anglais
- Format : couleur - Dolby - 35 mm - 1,85:1
- Genre : Comédie
- Durée : 100 minutes
- Dates de sortie : 
  - États-Unis : 15 décembre 1989
  - France : 24 juin 1992[1]

## Distribution
- Fred Savage (VQ : Brigitte Lecordier) : Corey Woods
- Luke Edwards : Jimmy Woods
- Jenny Lewis (VF : Claire Guyot) ; (VQ : Amélie Morin) : Haley
- Christian Slater (VF : Thierry Ragueneau) ; (VQ : Jean-Claude Robbe) : Nick Woods
- Beau Bridges (VF : Marc Alfos) : Sam Woods
- Will Seltzer (en) (VF : Jean-Luc Kayser) : Putnam
- Jackey Vinson (VQ : Hervé Rey) : Lucas
- Wendy Phillips (VQ : Brigitte Virtudes) : Christine Bateman
- Sam McMurray (VF : Érik Colin) ; (VQ : Jérôme Keen) : Bateman
- Frank McRae (VF : Robert Liensol) : Spankey
- Vince Trankina (VQ : Patrick Messe) : le shérif Joe Tate
- Dea McAllister (VF : Danièle Douet) ; (VQ : Dominique Léandri) : la conseillère du foyer
- Jason Oliver (VF : Vincent Barazzoni) (1re et 2e scène) et (VF : Emmanuel Curtil) (3e scène) : l'adolescent difficile no 1
- Rowden Metzger (VF : Mathias Kozlowski) : l'adolescent difficile no 2
- Preston Lee (VF : Emmanuel Curtil) : l'adolescent difficile no 3
- Beth Grant : la manager
- Lee Arenberg : le chef du service d'inscription de Video Armageddon
- David D'Ovidio (VF : Joël Martineau) ; (VQ : Yves-Marie Maurin) : l'animateur de Video Armageddon
- Jim Pirri (en) (VF : Bruno Dubernat) : le guide touristique du studio
- Tobey Maguire : le garçon de Video Armageddon (non crédité)

 Source et légende : version française (VF) sur RS Doublage et version destinée pour le Québec faite en France (VQ)

## Critique
Le film a été globalement mal reçu, considéré par beaucoup comme une publicité pour les produits Nintendo, notamment pour des accessoires et des jeux (comme Super Mario Bros. 3, qui est sorti deux mois après le film, et Double Dragon) qui sont montrés au cours du film. 
Le film totalise un score de 28 % d'approbation sur Rotten Tomatoes.

## Versions
Pour sa diffusion au Québec le film a bénéficié d'un autre doublage en français mais réalisé en France par des acteurs français (tels que Brigitte Lecordier, Jean-Claude Robbe ou Amélie Morin) et non québécois. Cette particularité s'explique par le fait que le doublage québécois était encore peu répandu à la date de sortie du film.